# Wolanów (gemeente)
De gemeente Wolanów is een landgemeente in het Poolse woiwodschap Mazovië, in powiat Radomski.
De zetel van de gemeente is in Wolanów.
Op 30 juni 2004 telde de gemeente 8206 inwoners.

## Oppervlakte gegevens
In 2002 bedroeg de totale oppervlakte van gemeente Wolanów 82,85 km², waarvan:
- agrarisch gebied: 87%
- bossen: 5%

De gemeente beslaat 5,42% van de totale oppervlakte van de powiat.

## Demografie
Stand op 30 juni 2004:
| Omschrijving                   | Totaal | Totaal | Vrouwen | Vrouwen | Mannen | Mannen |
| ------------------------------ | ------ | ------ | ------- | ------- | ------ | ------ |
| eenheid                        | aantal | %      | aantal  | %       | aantal | %      |
| inwoners                       | 8206   | 100    | 4065    | 49,5    | 4141   | 50,5   |
| bevolkingsdichtheid (inw./km²) | 99     | 99     | 49,1    | 49,1    | 50     | 50     |

In 2002 bedroeg het gemiddelde inkomen per inwoner 1297,62 zł.

## Administratieve plaatsen (sołectwo)
Bieniędzice, Chruślice, Franciszków, Garno, Jarosławice, Kacprowice, Kolonia Wawrzyszów, Kolonia Wolanów, Kowala-Duszocina, Kowalanka, Młodocin Większy, Mniszek, Podlesie, Rogowa, Sławno, Strzałków, Ślepowron, Wacławów, Waliny, Wawrzyszów, Wolanów, Wymysłów, Zabłocie.

## Aangrenzende gemeenten
Jastrząb, Kowala, Orońsko, Przytyk, Radom, Wieniawa, Zakrzew